# François Bon
Pour les articles homonymes, voir Bon et François Bon (homonymie).
François Bon, né le 22 mai 1953 à Luçon, est un écrivain, éditeur et traducteur français.

## Parcours

### Formation et débuts professionnels
François Bon passe son enfance et son adolescence à Saint-Michel-en-l'Herm, dans le marais poitevin, puis à Civray dans la Vienne. Fils d'un père mécanicien et d'une mère institutrice, il se passionne très tôt pour les livres. Après des études d'ingénieur à l'ENSAM (sans obtenir cependant le diplôme), il travaille plusieurs années dans l'industrie en France (aciéries en Lorraine, Sciaky, entreprise de soudure à Vitry-sur-Seine) et à l'étranger, où il se spécialise en soudure par faisceau d'électrons (Moscou, Prague, Bombay, Göteborg).

### Œuvre littéraire
François Bon publie en 1982 son premier roman, Sortie d'usine, aux Éditions de Minuit. Reçu à la Villa Médicis en 1984, il se consacre depuis à la littérature (livres, radio, théâtre, films, ateliers d'écriture, traduction).
À partir de 1993, avec Dans la ville invisible chez Gallimard, il écrit quelques ouvrages de littérature d'enfance et de jeunesse.
François Bon est aussi dramaturge et a signé, à ce jour, plusieurs pièces de théâtre : Au Buffet de la gare d'Angoulême (1999), Bruit (2000), Quatre avec le mort (2002) ou Quoi faire de son chien mort ? (2004). En 2003, François Bon travaille autour de l'affaire Daewoo, qui avait vu la firme coréenne délocaliser trois de ses usines et licencier plus de 1 000 salariés ; de ce travail d'enquête, naîtra une pièce de théâtre, mise en scène par Charles Tordjman et jouée au festival d'Avignon en juillet 2004. Le spectacle recevra un Molière (meilleur spectacle en région, 2005) et le prix du Syndicat de la critique (meilleure création en langue française, 2004-2005). La même année, François Bon publiera cette enquête sous la forme d'un roman, également intitulé Daewoo.
En 2007, il réalise le feuilleton Bob Dylan sur France Culture avec Claude Guerre, diffusé en février. Comme scripteur, il rédige des émissions radiophoniques, notamment consacrées aux Rolling Stones et à Led Zeppelin, pour France Culture, ainsi que des films documentaires (Paysage fer, La Vie par les bords).
Parallèlement à son travail d'écrivain, il commence en 2010 une suite de nouvelles traductions de récits et d'essais de l'écrivain américain H.P. Lovecraft, qui le conduisent à la création d'un site Internet, The Lovecraft Monument, et, en 2015, à une série de publications aux éditions Points Seuil. En juin 2016, il publie de nouvelles traductions de la nouvelle Bartleby de Herman Melville, ainsi que de quelques nouvelles de fantômes d'Ambrose Bierce.
Il propose régulièrement aussi des performances multimédia, seul ou en collaboration avec des musiciens comme Dominique Pifarély, Vincent Ségal, Kasper T. Toeplitz.
Dès le début de sa carrière, dans les années 1980, il expliquait qu'il deviendrait écrivain s'il réussissait à faire exister le garage familial, évoquant son père mécanicien et sa mère institutrice. Effectivement, son œuvre littéraire a développé ces deux projets : son histoire, se dire soi-même ; et faire exister, donner force au réel, faire surgir le dehors. Ces enjeux sont très courants chez les artistes, mais souvent l'on mène l'un ou l'autre, alors que François Bon les a intriqués,
Toutefois, à partir de Parking en 1996 et d'Impatience en 1998, François Bon s'interroge sur la notion de roman, et condamne la pratique de la fiction :

« Le roman ne suffit plus, ni la fiction, les histoires sont là dans la ville qui
traînent dans son air sali […]. On préférerait un pur documentaire, on préférerait la succession muette des images, un carrefour et son feu rouge, un arrêt de bus au banc de plastique sans personne […]. On préférerait l’inventaire étage par étage des noms et des vies […], cela ne constitue pas le roman ni la fiction mais l’inventaire exact de la ville devant nous, comment le représenter ou le construire, comment imposer que nous n’ayons pas à l’inventer mais seulement à le rejoindre […]. »

— François Bon, Impatience
C'est la pratique de l'inventaire pour retrouver la réalité du passé, par exemple pour le décès d'un proche dans L'Enterrement. C'est aussi une approche littéralement autobiographique de la littérature, avec la pratique des ateliers d'écriture. Mais, chassant la fiction, elle revient au galop : L'Enterrement, récit qui voudrait relater une expérience vécue, se retrouve entièrement recomposé, et donc œuvre de fiction. Mais François Bon refuse que cette fiction amène une subjectivité dominante. Il trouve dans Rabelais le moyen de refuser cette domination, en ouvrant des espaces collectifs à la fiction. De la vie personnelle, il reprendra le choc, non le sujet.

### Un pionnier de la littérature en ligne
François Bon crée, dès 1997, un des premiers sites web consacrés à la littérature, bientôt rebaptisé Remue.net puis tierslivre.net, qui devient son principal lieu d'expression et de création. Le nom « Tiers livre » lui est venu par l'intermédiaire du livre de Rabelais Le Tiers Livre qu'il reprend, mais sans le scanner. Son intérêt pour la création littéraire sur et pour Internet l'amène à travailler également la photographie numérique (tumulte.net, qui deviendra par la suite un livre publié en 2006), et à participer à des tables rondes dans lesquelles il intervient sur la question du devenir de la littérature vis-à-vis du numérique. Ces activités le conduiront à lancer une plateforme d'édition de textes numériques, Publie.net (de 2008 à 2013) et à publier un essai Après le livre (éditions du Seuil, 2011), sur la mutation numérique du livre.
François Bon est l'un des premiers à faire de son site internet un lieu de dépôt à la fois pour ses textes finis, ses ébauches, ou encore ses textes de rodage ; son objectif est une « œuvre-somme ouverte, unique et mosaïque, [pour] enfin travailler à une seule arborescence infiniment remodelable. » Son site du Tiers Livre est construit sur un modèle de base de données aujourd'hui caractéristique de tout texte numérique, où « le fonctionnement même de l’écriture amène à la consulter, à la mobiliser, à la déhiérarchiser temporellement par le travail de réactivation de contenus autrement fossilisés». Son œuvre explicite ainsi un rapport inhabituel à l'époque entre le temps et la pratique de l'écriture en soi, ce qui contribue à canoniser l'auteur comme « pionnier de la littérature en ligne », bien qu'il n'aime pas cette expression.
En 2007-2009, il collabore aux éditions du Seuil pour fonder, avec Bernard Comment, la collection « Déplacements », qu'il met alors en ligne sur son blog tierslivre.net. Il y édite une dizaine d'ouvrages. En 2012, à l'initiative de Scientipole Savoirs et société, François Bon bénéficie d'une résidence d'écriture de la région Île-de-France, rencontrant chaque semaine des scientifiques du plateau de Saclay et visitant leur laboratoire. Les portraits et descriptions issus de cette résidence sont publiés uniquement sur le web, sur son site personnel et sur le site du projet Artsciencefactory. En 2013, il contribue à la création d'un magazine de fiction qui s'intitule nerval.fr. Finalement, en 2016, François Bon fonde sa propre maison d'édition, Tiers Livre Éditeurs, en complément de sa plateforme web. Elle se consacre au livre papier comme au livre numérique.
L'auteur utilise les médias numériques et traditionnels pour explorer le genre de l'écriture ; il aurait trouvé dans le médium numérique une façon d'expérimenter qui permette de donner un vrai point de vue sur le réel. Sur son site, le lecteur a accès à des œuvres autant éclectiques que conventionnelles, puisque François Bon s'attarde à explorer toute la diversité des options d'écriture. De son œuvre qui, au départ, semblait précéder son temps, deux notions primordiales à la poétique du numérique ressortent : l'utilisation du lien hypertexte comme « extension significative et signifiante du texte » ainsi que le « détournement » des formes traditionnelles associées au discours numérique.
François Bon est aussi très actif sur les réseaux sociaux tels que Facebook et YouTube.

### Ateliers d'écriture
Parallèlement à son travail d'écriture, François Bon s'est spécialisé dans les ateliers d'écriture auprès de publics en difficulté sociale (SDF, détenus, etc.), mais aussi d'étudiants (École nationale supérieure des beaux-arts, École normale supérieure) et d'enseignants (Tous les mots sont adultes, Fayard, 2005). Il commence en 1983, puis poursuit à la prison de Poitiers en 1988 à l'invitation de l'association D'Un Livre L'Autre. En 1991, il travaille quatre mois au lycée Jacques-Brel à La Courneuve (Seine-Saint-Denis, Île-de-France) ; de ces ateliers sortira Sang gris (Verdier). Puis il intervient dans les collèges de Villepinte, Bagnolet, Bobigny. Entre-temps, à partir de 1993 et à l'initiative de la DRAC Languedoc-Roussillon, il intervient à Montpellier, Sète, Lodève, auprès de collégiens, détenus, RMistes, chômeurs, etc.
En 2005, il continue de mener des ateliers d'écriture auprès d'élèves en lycée professionnel, à Pantin par exemple, ou au Lycée Polyvalent Fernand & Nadia Léger à Argenteuil, où il mènera une résidence d'une année. Dans ce lycée, il réalise un documentaire de 56 minutes avec Fabrice Cazeneuve, La Vie par les bords (Arte), dans lequel les lycéens s'expriment sur leur découverte du monde du travail. François Bon et Fabrice Cazeneuve avaient déjà réalisé ensemble Avoir vingt ans dans les petites villes (1995) et Paysage de fer (2003), toujours pour Arte.
En 2009-2010, il est professeur invité de création littéraire à l'université Laval (Québec, Canada) et à l'université de Montréal (Québec, Canada).
En 2011, c'est en tant qu'artiste invité qu'il intervient à l'université catholique de Louvain (Louvain-la-Neuve, Belgique) pour une masterclass d'écriture et une suite de conférences sur la mutation numérique du livre.
De 2010 à 2014, il intervient en atelier d'écriture à Sciences-Po Paris, dans le cadre des ateliers artistiques du premier cycle.
De septembre 2013 à 2019, il fait partie de l'équipe des enseignants de l'école nationale supérieure d'arts de Cergy-Pontoise. Professeur de création littéraire, il y a anime notamment un studio d'écriture, enseigne l'histoire de la littérature ou est à l'origine d'un séminaire sur la publication. Il est également un des organisateurs, avec Violaine Houdart et Antoine Idier, du colloque « Recherche et création littéraire » en 2015.
Il est invité d'honneur de l’Oulipo en 2013.

## Œuvre

### Romans et récits
- Sortie d'usine, Paris, Minuit, 1982  (ISBN 978-2-7073-0630-2) – nouvelles éditions en 1985 et 2011
- Limite, Paris, Minuit, 1985
- Le Crime de Buzon, Paris, Minuit, 1986
- Décor ciment, Paris, Minuit, 1988
- Calvaire des chiens, Paris, Minuit, 1990
- L'Enterrement, récit, Lagrasse, Verdier, 1991 – repris dans la collection Folio en 1994 ; réédition Folio 2004
- Temps machine, récit, Lagrasse, Verdier, 1992
- Un fait divers, Paris, Minuit, 1994
- C'était toute une vie, récit, Lagrasse, Verdier, 1995
- Parking, Paris, Minuit, 1996
- Voleurs de feu - Les vies singulières des poètes, récit, illustré par François Place, Paris, Hatier, 1996
- Prison, récit, Lagrasse, Verdier, 1997
- Impatience, Paris, Minuit, 1998
- Tous les mots sont adultes, méthode pour l'atelier d'écriture, Paris, Fayard, 2000 – édition revue et augmentée en 2005
- Paysage fer, récit, Lagrasse, Verdier, 2000 – réédition dans la collection Verdier poche, 2014
- 15021, récit, photos de Jérôme Schlomoff, Coaraze, L'Amourier éditions, 2000
- Souci, Paris, Amis d'inventaire-invention, 2000
- Mécanique, récit, Lagrasse, Verdier, 2001
- Daewoo, Paris, Fayard, 2004 – réédition dans le Livre de poche, 2006 — Prix Wepler 2004
- Tumulte, Paris, Fayard, 2006
- L'Incendie du Hilton, Paris, Albin Michel, 2009[24]
- Fictions du corps[25],[26],[27], dessins de Philippe Cognée, lecture de Jérémy Liron, éditions L'Atelier contemporain, 2016  (ISBN 979-10-92444-38-4)

### Ouvrages de littérature d'enfance et de jeunesse
- Dans la ville invisible, Paris, Gallimard Jeunesse, 1993
- 30, rue de la Poste, Paris, Seuil Jeunesse, 1996
- Autoroute ou comment rater la sortie d'un livre qu'on voulait d'aventure !, Paris, Seuil Jeunesse, 1999

### Essais et biographies
- La Folie Rabelais. L'invention du Pantagruel, Paris, Minuit, 1990
- Dehors est la ville, essai sur le peintre Edward Hopper, Paris, Flohic, 1998
- Pour Koltès, essai, Besançon, Les Solitaires intempestifs, 2000
- Rolling Stones, une biographie, Paris, Fayard, 2002 ; rééd. Livre de poche, 2004
- Bob Dylan, une biographie, Paris, Albin Michel, 2007 ; rééd. Livre de poche, 2009
- Rock'n roll, un portrait de Led Zeppelin, Paris, Albin Michel, 2008
- Après le livre, Paris, Seuil, 2011  (ISBN 978-2021-055344)
- Apprendre l'invention : sur les ateliers d'écriture, 1994-2008, Montpellier, Publie papier, 2012
- Conversations avec Keith Richards, Montpellier, Publie papier, 2012
- Autobiographie des objets, Paris, Seuil, 2012
- Proust est une fiction, Paris, Seuil, 2013
- Fragments du dedans, Paris, Grasset, 2014
- Où finit la ville, Nantes, éditions Joca Seria, coll. « L'esprit du lieu » 2020  (ISBN 978-2-84809-341-3)
- Face mer, Paris, Éditions Lord Byron, 2024  (ISBN 978-2-491901-78-3)
- L'espace commence ainsi, Nantes, L'Œil ébloui, 2024 (ISBN 978-2-490364-39-8) [à propos d'Espèces d'espaces, de Georges Perec]

### Catalogues et autres œuvres en collaboration
- Sang gris : un atelier d'écriture à la Courneuve sous la direction de François Bon, Lagrasse (Aude), Verdier, 1991 (édition Conseil général de Seine-Saint-Denis)
- Tout ce que j'ai dans mon cœur : écrire avec Rabelais, Montreuil (Seine-Saint-Denis), Salon du livre de jeunesse, 1995 - (Histoires de…)
- Le Solitaire, gravure de Jacques Muron, Montolieu (Aude), Deyrolle, 1996
- Les Péchés capitaux : volume 2, La colère, en collaboration avec Michel Maffesoli, Paris, éd. du Centre Pompidou, 1996
- La Douceur dans l'abîme : vie et paroles de sans-abri, photographies de Jérôme Schlomoff, Strasbourg, Nuée bleue, 1999
- François Place, illustrateur, Paris, Casterman, 1994  — Édition revue et augmentée, sous le titre François Place, illustrateur, ou Comment s'invente un livre ?, 2000
- Place de la Réunion : un atelier à Mulhouse avec Eric Vazzoler, photographies d'Éric Vazzoler, Paris, Nathan, coll. « Photo poche. Société » n° 7, 2000
- Une bibliothèque, comment ça marche ? in Prêter (un livre) n'est pas voler (l'auteur), Paris, Mille et une nuits, coll. « Les petits libres », 35, 2000
- Ateliers : 12 photographies, 12 sites de la RATP, photographies de Tendance floue et de Bertrand Meunier, Paris, Alternatives et Paris, Société d'études et de développement patrimonial, Paris, 2002
- Alain Ghertman, 73 portraits, Paris, Cercle d'art, 2004
- Billancourt, photographies d'Antoine Stéphani, Paris, Cercle d'art, 2004
- Petit Palais, photographies d'Antoine Stéphani, Paris, Cercle d'art, 2005
- Espace des œuvres, un musée noir et blanc : MACVAL 1991-2005, photographies de Jacques Ripault, Paris, Archibooks, 2005
- Jacques Villeglé, en collaboration avec Kaira Cabanas et Nicolas Bourriaud, Paris, Flammarion, 2007
- Littoral, rivages de Charente, photographies de Marc Deneyer, Trézélan (Côtes-d'Armor), Filigranes, 2008
- En villes, photographies de Marc Gibert, Pomponne (Seine-et-Marne), Trans photographic press, 2009
- Où commence la scène, photographies de Géraldine Lay, Montreuil-sur-Brèche (Oise), Diaphane, 2010
- Eucalyptus, photographies de Jean-Luc A. Fournier, Bruxelles, Le Caillou bleu, 2011
- Fiction peau avec Thierry Kuntzel, Vitry-sur-Seine (Val-de-Marne), Musée d'art contemporain du Val-de-Marne, 2011
- Vague de jazz, photographies de Caroline Pottier, Grâne (Drôme), Créaphis, 2012

### Théâtre
- Au buffet de la gare d’Angoulême, texte créé au CDRT en 1998 et édité par la suite chez Publie.Net
- Qui se déchire, Paris, Théâtre ouvert, 1999
- Bruit, Paris, Théâtre ouvert, 2000
- Quatre avec le mort, Paris, Verdier, 2002
- Quoi faire de son chien mort ? : et autres textes courts pour la scène, Besançon, Les Solitaires intempestifs, 2004
- Dialogue avec ta mort, Tiers Livre éditeur, 2016

### Performances
- Formes d'une guerre, performance numérique, avec Dominique Pifarély (violon, traitements numériques), Philippe De Jonckheere (images, projections), Michele Rabbia (percussions, traitements numériques), création Montbelliard 2010, joué à Lyon, Poitiers, Louvain-la-Neuve
- Une traversée de Buffalo, performance numérique, avec Dominique Pifarély (violon, traitements numériques), création Québec 2010, joué entre autres à Nantes (Lieu Unique), Marseille, Chambord, Tours (Petit Faucheux)

### Traductions
- « Et voici les noms » (avec Walter Vogels ), « Paroles de Jérémie » (avec Léo Laberge), « Comment » (avec Jean-Pierre Prévost), « Paroles de Néhémie » (avec Arnaud Sérandour), dans la bible, Paris, Bayard, 2001.
- Bartleby : commis aux écritures : une histoire de Wall Street de Herman Melville, trad. de l'américain, Montpellier, Publie papier, 2012
- Une ville vide de Bert Ellingsen, trad. de l'anglais, Montpellier, Publie papier, 2013
- La Peur en embuscade suivi de Les Rats dans les murs de Howard Phillips Lovecraft, trad. de l'américain, Tiers Livre Éditeur, 2014
- La Couleur tombée du ciel suivi de La Chose sur le seuil de Howard Phillips Lovecraft, trad. de l'américain, Paris, Points, 2015
- Dans l'abîme du temps de Howard Phillips Lovecraft, trad. de l'américain, Paris, Points, 2015
- L'Appel de Cthulhu suivi de Notes sur l'écriture de la fiction surnaturelle de Howard Phillips Lovecraft, trad. de l'anglais, Paris, Points, 2015
- Rêves dans la maison de la sorcière de Howard Phillips Lovecraft, trad. de l'américain, Tiers Livre Éditeur, 2015
- Fictions surnaturelles : 25 romans, récits, nouvelles de Howard Phillips Lovecraft, trad. de l'américain, Tiers Livre Éditeur, 2015
- Histoires de fantômes d'Ambrose Bierce, trad. de l'américain, Tiers Livre Éditeur, 2015
- Le Club des parenticides d'Ambrose Bierce, trad. de l'américain, Tiers Livre Éditeur, 2015
- Bartleby le copiste d'Herman Melville, trad. de l'américain, Tiers Livre Éditeur, 2015
- Montagnes de la folie de Howard Phillips Lovecraft, trad. de l'américain, Paris, Points, 2016
- Dagon : et autres récits d'horreur de Howard Phillips Lovecraft, trad. de l'américain, Paris, Points, 2016
- Chuchotements dans la nuit de Howard Phillips Lovecraft, trad. de l'américain, Paris, Points, 2017 (Première trad., Montpellier, Publie papier, 2012)
- La Maison maudite suivi de Celui qui hante la nuit de Howard Phillips Lovecraft, trad. de l'américain, Paris, Points, 2017 (première trad., Montpellier, Publie papier, 2012)
- L'Écriture sans écriture : du langage à l'âge numérique de Kenneth Goldsmith, trad. de l'américain, Paris, éditions Jean Boîte, 2018

### Prix et distinctions
- 1987-1988 : Lauréat du Deutscher Akademischer Austauschdienst (Berliner Künstlerprogramm)
- 1991 : Lauréat de la Fondation Robert Bosch (Stuttgart)
- 1992 : Prix Paul Vaillant-Couturier pour L'Enterrement
- 1992 : Prix du livre en Poitou-Charentes pour L’Enterrement
- 1993 : Prix Télérama pour Dans la ville invisible
- 2000 : Prix France Culture/revue Urbanisme « La ville à lire » pour Paysage fer
- 2002 : Prix Louis-Guilloux pour Mécanique
- 2002 : Bourse Poncetton de la Société des gens de lettres, Mécanique
- 2002 : Prix d'automne de la Société des gens de Lettre pour Rolling Stones
- 2004 : Prix Wepler pour Daewoo
- 2015 : Mission Stendhal (archives Lovecraft à Providence)

#### Ouvrages
- Gilles Bonnet, François Bon, d'un monde en bascule, Genève, Éditions La Baconnière, coll. « Langages », 2012, 277 p. (ISBN 978-2-940-43107-6, OCLC 810865150)
- Dominique Viart, François Bon, étude de l’œuvre, vol. 4 de Écrivains au présent, Bordas, 2008, 191 p.  (ISBN 2047322219 et 9782047322215)
- Dominique Viart et Jean-Bernard Vray (dir.), François Bon, éclats de réalité, université de Saint-Étienne, coll. « Lire au présent », 2010, 344 p.  (ISBN 2862725641 et 978-2862725642)[28]

#### Articles
- Aurélie Adler, « Éclats des vies muettes. Figures du minuscule et du marginal dans les récits de vie de Pierre Michon, Annie Ernaux, Pierre Bergounioux et François Bon », Cahiers du CERACC, 5, 2012[29]
- Luca Bevilacqua, «L’Enterrement di François Bon », dans Lettere del Contemporaneo Francese, sous la direction de Gianfranco Rubino, Rome, Bulzoni Editore, coll. « Dipartimento di Francesistica. Università di Roma “La Sapienza”. Studi e Testi », 3, 2004, p. 53-66.  (ISBN 88-8319-981-2)
- Gilles Bonnet, « 13 - François Bon : avancer dans l’imprédictible », dans Dominique Viart et Laurent Demanze (dir.), Fins de la littérature. Esthétique et discours de la fin - Tome I. Paris, Armand Colin, coll. « Recherches », 2012  (ISBN 9782200272807), p. 183-196.
- Lucie Desailly, « Les mots comptent. Entretien avec François Bon, romancier », Argos [CRDP de Créteil], no 17, juin 1996, p. 82-83
- Stéphane Inkel, « Archéologie du politique chez François Bon », @nalyses [en ligne], Dossiers, Réel du récit/Récit du réel, mis à jour le 20 janvier 2012  (ISSN 1715-9261)[30]
- Jean-Claude Lebrun, « Rabelais en mouvement : entretien avec François Bon », Europe, no 70, 1992, p. 120-126
- Jean-Claude Lebrun et Claude Prévost, « Le point de vue de l'enfer. Entretien avec François Bon », Révolution, 368, 20 mars 1987, p. 59-63
- Jean-Claude Lebrun, François Bon. Un écrivain en Seine-Saint-Denis, conseil général de la Seine-Saint-Denis, juin 1987
- Mahigan Lepage, « François Bon : la fabrique du présent», Montréal, Université du Québec à Montréal, thèse de doctorat en études littéraires, 2010[31]
- Frédéric Martin-Achard, « Figures de l’intériorité dans le roman contemporain (François Bon, Laurent Mauvignier, Jacques Serena) », Cahiers du CERACC, 5, 2012[32]
- Yves Pinguilly, « Entretien avec François Bon », Pourquoi ?, no 54, janvier 1983
- Dominique Viart, « François Bon : La convocation au théâtre », Études théâtrales, no 33, juin 2005, p. 91–104
- Dominique Viart, « François Bon, écrire les fractures du monde » in Sjef Houppermans et alii (éd.) Territoires et terres d’Histoires, perspectives, horizons, jardins secrets dans la Littérature française d’aujourd’hui, Rodopi, Amsterdam - Pays-Bas, New-York, 2004, p. 123–142
- Dominique Viart, « Théâtre d'images : L'esthétique de François Bon d'après Calvaire des chiens », in B. Alluin et P. Renard (éd.), Roman et cinéma, Colloques Roman 20-50, 1996, p. 103–123

#### Sites auxquels participe François Bon
- Site personnel et Magazine (tierslivre)
- Remue.net, site collectif littérature, fondé par François Bon (2000-2005)
- Publie.net, maison d'édition numérique (2008-2013)

#### Liens critiques
- [audio] Autobiographie numérique de François Bon pour l'émission Place de la toile